# Ogrodniki (powiat hajnowski)
Ogrodniki (białorus. Агароднікі) – wieś w Polsce położona w województwie podlaskim, w powiecie hajnowskim, w gminie Narew.
Wieś położona jest nad rzeką Rudą.
W latach 1975–1998 miejscowość należała administracyjnie do województwa białostockiego.
W strukturach administracyjnych Cerkwi Prawosławnej w Polsce wieś podlega parafii św. Michała Archanioła w pobliskiej Trześciance, a wierni kościoła rzymskokatolickiego należą do parafii Wniebowzięcia Najświętszej Maryi Panny i św. Stanisława Biskupa i Męczennika w Narwi.
| SIMC    | Nazwa           | Rodzaj    |
| ------- | --------------- | --------- |
| 0036334 | Borek           | część wsi |
| 0036340 | Długi Zakościuk | część wsi |
| 0036357 | Dziedziniec     | część wsi |
| 0036363 | Kamionka        | część wsi |
| 0036370 | Kątek           | część wsi |
| 0036386 | Kołodczyk       | część wsi |
| 0036392 | Kruhły Las      | część wsi |
| 0036400 | Nowinka         | część wsi |
| 0036417 | Pawłoczki       | część wsi |
| 0036423 | Swój Zakościuk  | część wsi |
| 0036430 | Zapieczyska     | część wsi |